# تقلید دیونوسیوسی
تقلید دیونوسیوسی(به انگلیسیDionysian imitatio) یکی از فنون روایتی تأثیرگذار تقلیدی است که توسط نویسنده یونانی دیونوسیوس هالیکارناسی در قرن اول قبل از میلاد تدوین شده‌است، که به اعمال بلاغی تقلید، تطبیق، بازانجام و غنی‌سازی یک منبع متنی از نویسنده قبلی اشاره دارد. این نوع تقلید به واسطه «تقلید از نویسندگان دیگر» به جای «تقلید از طبیعت» با برداشت یونانی از مفهوم محاکات زاویه پیدا می‌کند.